# IEEE 802.11h
IEEE 802.11h-2003, или 802.11h, разработан с целью эффективного управления мощностью излучения передатчика, выбором несущей частоты передачи и генерации нужных отчетов. Он вносит некоторые новые алгоритмы в протокол доступа к среде MAC (Media Access Control, управление доступом к среде), а также в физический уровень стандарта IEEE 802.11a. В первую очередь это связано с тем, что в некоторых странах диапазон 5 ГГц используется для трансляции спутникового телевидения, для радарного слежения за объектами и т. п., что может вносить помехи в работу передатчиков беспроводной сети. Смысл работы алгоритмов стандарта IEEE 802.11a заключается в том, что при обнаружении отраженных сигналов (интерференции) компьютеры беспроводной сети (или передатчики) могут динамически переходить в другой диапазон, а также понижать или повышать мощность передатчиков. Это позволяет эффективнее организовать работу уличных и офисных радиосетей. Стандарт позволяет динамически выбирать частоту (DFS) и управлять мощностью передатчика (TPC). Она была полностью включена в стандарт IEEE 802.11-2007.
IEEE 802.11 является набором стандартов IEEE, которые устанавливают методы передачи беспроводных сетей. Они широко используются сегодня в 802.11a, 802.11b, 802.11g и 802.11n версиях для обеспечения беспроводного подключения в доме, офисе, и некоторых коммерческих предприятиях.

## Расширенное управление спектром и мощностью излучения
DFS позволят гарантированно избежать каналов РЛС в точке доступа (AP — Access Point) и энергия распространяется для всей группы, уменьшая помехи от спутников. TPC обеспечивает управление средней мощностью, позволяя максимально уменьшить помехи спутников.
Стандарт IEEE 802.11h добавляет 11 новых каналов к уже имеющимся 12 каналам стандарта 802.11a в пятигигагерцовом диапазоне частот U-NII. Таким образом, формируется 23 канала без взаимного перекрытия спектров.